# Cshö Csholszun
Cshö Csholszun (hangul: 최철순, handzsa: 崔喆淳, RR: Choi Chul-soon; 1987. február 8. –) dél-koreai válogatott labdarúgó, jelenleg a Csonbuk Hjonde (Jeonbuk Hyundai) játékosa.

## Pályafutása
Részt vett a 2006-os U19-es Ázsia-bajnokságon, a 2007-es U20-as labdarúgó-világbajnokságon és a 2017-es Kelet-ázsiai labdarúgó-bajnokságon, ahol aranyérmesként zártak a válogatottal.

## Sikerei, díjai

### Klub
- Csonbuk Hjonde (Jeonbuk Hyundai)
  - K League 1: 2009, 2011, 2014, 2015, 2017
  - AFC-bajnokok ligája: 2006, 2016

- Szangdzsu Szangmu (Sangju Sangmu)
  - K League 2: 2013

### Válogatott
- Dél-Korea
  - Kelet-ázsiai labdarúgó-bajnokság: 2017

## Külső hivatkozások
- Cshö Csholszun profilja a Transfermarkt oldalán (angolul)
- Cshö Csholszun adatlapja a Soccerway oldalon (angolul)